# Almanya – Witajcie w Niemczech
Almanya – Witajcie w Niemczech (niem. Almanya – Willkommen in Deutschland) – niemiecki komediodramat z 2011 roku w reżyserii Yasemin Şamdereli. Zdjęcia kręcono w Monachium, Augsburgu, pałacu Schleissheim oraz w tureckim Izmirze.
Światowa premiera filmu miała miejsce 12 lutego 2011 roku podczas 61. MFF w Berlinie. Na ekrany polskich kin film wszedł 6 stycznia 2012 roku.

## Fabuła
Tytułowa Almanya to po turecku Niemcy: film opowiada o losach trzypokoleniowej rodziny tureckich emigrantów, głównie jednak koncentrując się na "ojcu założycielu" Hüseyinie, który przybył do Zagłębia Ruhry na początku lat 60. gdy szybko rozwijająca się gospodarka niemiecka przyciągała pracowników z południa Europy, harował jako robotnik, a następnie ściągnął do Niemiec resztę rodziny: żonę Fatmę i trójkę dzieci (potem doszło jeszcze czwarte). Teraz mamy rok 2009 i Hüseyin (już emerytowany) wpada na pomysł zakupu domu w rodzinnej Anatolii i zabrania tam całej licznej familii na wakacje połączone z remontem posiadłości. Dorosłe, mające swoje rodziny i mocno "zniemczone" dzieci nie są pomysłem zachwycone, ale nie sprzeciwiają się woli ojca. A tymczasem najmłodsze pokolenie ma swoje kłopoty: wnuczka Canan zaszła akurat w ciążę ze swoim chłopakiem (nie mężem!) Anglikiem, a sześcioletni Cent nie wie, w której drużynie piłkarskiej grać - Niemców czy Turków.

## Obsada
- Vedat Erincin jako Hüseyin
- Fahri Yardim jako młody Hüseyin
- Lilay Huser jako Fatma
- Demet Gül jako młoda Fatma
- Aykut Kayacik jako Veli
- Aycan Vardar jako młody Veli
- Ercan Karacayli jako Muhamed
- Kaan Aydogdu jako młody Muhamed
- Siir Eloglu jako Leyla
- Aliya Artuc jako młoda Leyla
- Petra Schmidt-Schaller jako Gabi
- Denis Moschitto jako Ali
- Aylin Tezel jako Canan
- Trystan Pütter jako David
- Rafael Koussouris jako Cenk
- Axel Milberg jako urzędnik
- Antoine Monot Jr. jako sąsiad
- Oliver Nägele jako polityk
- Jule Ronstedt jako nauczycielka
- Arnd Schimkat jako policjant
- Tim Seyfi jako sprzedawca warzyw
- Walter Sittler jako sprzedawca
- Aglaia Szyszkowitz jako lekarka
- Katharina Thalbach jako rencistka
- Saskia Vester jako sąsiadka
- Hasan Iscen jako turecki kolega
- Savas Usatay jako pradziadek
- Tristan Seith jako mężczyzna w herbaciarni
- Hüseyin Özkececi jako mężczyzna w herbaciarni
- Sesede Terziyan jako Nazife
- Hülya Duyar jako Gülbeyaz
- Fügen Mertol jako Emine
- Berivan Kaya jako Sevgi
- Manfred-Anton Algrang jako tłumacz
- Baris Sezer jako pracownik szpitalny
- Murat Karaalioglu jako nauczyciel
- Cem Siepert jako Engin
- Berkay Kaya jako sprzedawca
- Can Schneider jako Emre
- Canay Vardar jako Veli w wieku 7 lat
- Roland Kagan Sommer jako Muhamed w wieku 5 lat
- Neva Sepil jako Leyla w wieku 2 lat
- Seren Avcioglu jako malutka Leyla
- Özgür Ersan jako malutki Ali
- Jo Brauner jako mówca
- Engin Sahin jako taksówkarz (niewymieniony w czołówce)[2]